# NGC 7233
NGC 7233 é uma galáxia espiral barrada (SB0-a) localizada na direcção da constelação de Grus. Possui uma declinação de -45° 50' 47" e uma ascensão recta de 22 horas, 15 minutos e 49,0 segundos.
A galáxia NGC 7233 foi descoberta em 6 de Setembro de 1834 por John Herschel.